# Морамарко, Микеле
Микеле Морамарко (Реджо-нель-Эмилия: род. 6 октября 1953 года) — эссеист, писатель, композитор, историк масонства, итальянский масон, который относит себя к традиции христианского маздеизма.

## Биография
Морамарко — ученый-масоновед, написавший «Новую энциклопедию масонства» в трёх томах (1989—1995, изд. 1997), которая стала точкой отсчёта для начала исследований в масонологии. Одна из его предыдущих книг: «Масонство в его прошлом и настоящем» (1977) — стала первой работой на тему глубокого изучения масонства. Книга была опубликована в СССР в 1990 году.
В 1983 году он был координатором научной международной конференции, приуроченной к 250-летию масонства в Италии, на которой присутствовали такие ученые, как Паоло Унгари, Алессандро Базани, Альдо А. Мола, Альберто Бассо, Фабио Альберто Роверси Монако, Паоло Рикка. На конференции во Флоренции при его участии было составлено первое публичное масонское коммюнике, посвящённое расследованию Великого Востока Италии о деятельности и деградации ложи «П-2».
В 1986 году, в Великом востоке Италии, Морамарко был награждён Орденом Джордано Бруно, который присуждается тем, кто отличился в изучении и распространении масонских идеалов.
В 1992 году Великим востоком Италии было осуществлено возрождение масонской спиритуалистической традиции в виде создания ордена, который был назван «Королевский орден древних вольных и принятых масонов» (AD 926).
Морамарко реконструировал события, связанные с Великой ложей Италии, и другими основными группами масонов в Италии с площади Пьяцца дель Джезу (1944—1968). Редкие и ранее неопубликованные документы итальянского масонства были им опубликованы в своих книгах. Он достиг 33° Древнего и принятого шотландского устава и 7 степени в Итальянском философском уставе, где во втором десятилетии XX века участвовали такие представители неопифагорейства, как Артуро Регини и Амедео Рокко Арменанто.
Он создал саундтрек для масонских ритуалов, озаглавленный «Масонская ритуальная рапсодия».
Принял активное участие в изучении «истории» универсалистской церкви в Америке, в 2003 году. В книге «Универсальный маздеизм» предлагает видение этой эклектичной религии, связывая её с элементами еврейской каббалы, гностицизма, буддизма Махаяны, и интерпретации фигуры Иисуса как «ангела мессии» (Saoshyant) Ахура Мазды в мире, с богословской точки зрения мазда-христианского типа.
Он пытался обозначить связи между христианством и маздеизмом, как о небесном учении в книге «Небесное учение ноахида» (1994), в «Феноменологии священства на последнем этапе Генри Корбина» и в танатологии в «Умирающей психологии» (1991). Он писал с 1973—1975 годов, на своём опыте, о мире, как о отношениях между социумом и религией в «Ненасильственных действиях». С эссе «Восстановление социализма» принял участие в симпозиуме «Марксизм и ненасилие» (Флоренция, 1975), в котором принимали участие Норберто Боббио и Роджер Гарауди.
Морамарко также является автором таких произведений, как «Калифорнийские дневники» (1981) и «Воздушная богиня» (2007).
Изучая историю драматургии, Морамарко писал для «Мифической совы» в 2001 году, некогда знаменитого квартета комедии шестидесятых годов. Принимал участие в подготовке программы «Гуфология» (2002), сотрудничает с бывшим участником «Совы» Роберто Бривио, возрождая репертуар группы. Он записал два компакт-диска: «Галлюцинации любви» (минус два) и «Джесбитандо», содержащий его песни и короткие инструментальные композиции.

## Труды
- La Massoneria ieri e oggi (De Vecchi, Milano 1977)
- Per una rifondazione del socialismo, in AA.VV.: Marxismo e nonviolenza (Lanterna, Genova 1977)
- Masonstvo v proshlom i nashtoiashem (Progress, Moskva 1991)
- Diario californiano (Bastogi, Foggia 1981)
- Grande Dizionario Enciclopedico UTET (quarta ed., Torino 1985) (voci: Antroposofia, Besant, Cagliostro, Radiestesia, ecc.)
- L’ultima tappa di Henry Corbin, in Contributi alla storia dell’Orientalismo, a cura di G.R. Franci (Clueb, Bologna 1985)
- 250 anni di Massoneria in Italia (Bastogi, Foggia 1985)
- Nuova Enciclopedia Massonica (Ce.S.A.S., Reggio E. 1989—1995; seconda ed.: Bastogi, Foggia 1997)
- Psicologia del morire, in AA.VV. I nuovi ultimi (Francisci, Abano Terme 1991)
- Piazza del Gesù (1944—1968). Documenti rari e inediti della tradizione massonica italiana (Ce.SA.S. Reggio Emllia, 1992)
- La celeste dottrina noachita (Ce.S.A.S, Reggio E. 1994)
- I mitici Gufi (Edishow, Reggio Emilia 2001)
- Torbida dea. Psicostoria d’amore, fantomi & zelosia (Bastogi, Foggia 2007)
- Il Mazdeismo Universale. Una chiave esoterica alla dottrina di Zarathushtra (Bastogi, Foggia 2010)
- Allucinazioni amorose (meno due) (cd) (Bastogi Music Italia 2008)
- Masonic Ritual Rhapsody (cd) (Bastogi Music Italia 2008)
- Gesbitando (cd, con Andrea Ascolini) (Bastogi Music Italia 2010)
- I Magi eterni. Tra Zarathushtra e Gesù (con Graziano Moramarco) (Om Edizioni, Bologna 2013)
- La via massonica. Dal manoscritto Graham al risveglio noachide e cristiano (Om Edizioni, Bologna 2014)

### Публикации на русском языке
- Масонство в прошлом и настоящем[12]

### В музыке
- Allucinazioni amorose (meno due) CD (Bastogi Music Italia 2008)
- Masonic Ritual Rhapsody CD (Bastogi Music Italia 2008)
- Gesbitando CD with Andrea Ascolini) (Bastogi Music Italia 2010)